# Gare de Francheville
Gare de Francheville vasútállomás Franciaországban, Francheville településen.

## Vasútvonalak
Az állomást az alábbi vasútvonalak érintik:
- Paray-le-Monial-Givors-Canal-vasútvonal

## Kapcsolódó állomások
A vasútállomáshoz az alábbi állomások vannak a legközelebb:
- Gare de Chaponost (Gare de Brignais)
- Gare d’Alaï (Gare de Lyon-Saint-Paul)